# Access point name
Access point name, förkortat APN, är ett förbindelseorienterat kommunikationsprotokoll som främst används då en dator behöver få tillgång till Internet via mobiltelefonnätet. APN används i 3GPP-specificerade mobila datanätverkstjänster, till exempel GPRS och Evolved packet core (EPC).
Inställningarna för mobilt bredband eller så kallad mobilsurf (där APN-informationen finns med) sänds i regel över till telefonen efter att man skickat ett SMS till ett specifikt telefonnummer eller ringt ett nätbundet telefonsamtal. APN-informationen ser ibland ut som en webbadress men i andra fall bara som ett enda ord.